# 阿尔内·莫滕森
阿尔内·莫滕森（挪威語：Arne Mortensen，1900年10月14日—1942年2月28日），挪威男子赛艇运动员。他曾代表挪威参加1920年夏季奥林匹克运动会赛艇比赛，获得男子八人单桨有舵手铜牌。